# سیارک ۶۶۴۵۸
سیارک ۶۶۴۵۸ (به انگلیسی: 66458 Romaplanetario، نامگذاری:1999QV1) شصت و شش هزار و چهارصد و پنجاه و هشتمین سیارک کشف شده‌است که در ۲۲ اوت ۱۹۹۹ کشف شد.